# 26時“ちょい前”のマスカレイド
『26時“ちょい前”のマスカレイド』（にじゅうろくじちょいまえのマスカレイド）は、日本テレビなどで放送されていたバラエティ番組。2020年2月21日から2020年3月27日まで日本テレビで放送。2020年5月28日からHuluで配信。

## 概要
アイドルグループ・26時のマスカレイドの地上波レギュラー冠番組。日本テレビにてグループ名の26時“ちょい前”となる金曜0:59 - 1:29（木曜深夜24:59 - 25:29）の30分番組として放送。2020年4月の改編で日本テレビでの放送は終了し、見逃し配信を行ってきた動画配信サービスHuluでの配信に移行する（正式番組名には「Season2」が付記される）。
26時のマスカレイドのメンバーが芸能界に必要なスキルを習得すべく、王道バラエティ企画に体当たりでチャレンジ。アンタッチャブル山崎弘也が番組の進行を務め、メンバーにバラエティの極意を伝授する。新メンバーオーディションの模様も放送され、Season2で発表された。またSeason2では落選メンバーによるユニット「Peel the Apple」の情報も配信される。

## 出演者

### MC
- 山崎弘也（アンタッチャブル）

### 26時のマスカレイド
- 江嶋綾恵梨
- 来栖りん
- 吉井美優
- 森みはる
- 中村果蓮（2020年7月2日から正式メンバーとして出演）

## スタッフ
- 制作：南波昌人、高谷和男
- プロデューサー：毛利忍、水田貴久、増田俊二郎、福島英人
- 演出：徳竹陽介
- 企画制作：日本テレビ
- 制作協力：サルベージ
- 製作著作：「26時“ちょい前”のマスカレイド」製作委員会

## 放送リスト
| 回数 | 放送日 （2020年） | サブタイトル                  | 未公開映像                            |
| ---- | ----------------- | ----------------------------- | ------------------------------------- |
| 1    | 2月21日           | 絶叫マシーンに乗ろう!         | 絶叫マシーンに乗ろう編 - YouTube      |
| 2    | 2月28日           | MCザキヤマとアイドル運動会    | 運動会&抜き打ちテスト編 - YouTube     |
| 3    | 3月6日            | おバカ発見!抜き打ちテスト     | 運動会&抜き打ちテスト編 - YouTube     |
| 4    | 3月13日           | おうちデート料理対決          | 料理対決編 - YouTube                  |
| 5    | 3月20日           | MCザキヤマ&十文字幻斎㊙催眠術 | 催眠術&スタッフにリベンジ編 - YouTube |
| 6    | 3月27日           | 一致団結?スタッフにリベンジSP | 催眠術&スタッフにリベンジ編 - YouTube |

| 回数 | 配信開始日 （2020年） | サブタイトル                                                           | 動画 （YouTube特別ヴァージョン） |
| ---- | --------------------- | ---------------------------------------------------------------------- | -------------------------------- |
| 1    | 5月28日               | お家から緊急リモート企画!                                              | ＃1 - YouTube                    |
| 2    | 6月4日                | お家から緊急リモート企画!                                              | ＃2 - YouTube                    |
| 3    | 6月11日               | 禁断のおうちからリモートSP                                             | ＃3 - YouTube                    |
| 4    | 6月18日               | 内緒で家族に緊急アンケート!                                            | ＃4 - YouTube                    |
| 5    | 6月25日               | 家族の絆を深めよう!ニジマスおうちクイズ                                | ＃5 - YouTube                    |
| 6    | 7月2日                | 新メンバー発表ライブの裏側大公開! 新生ニジマス誕生の瞬間&半年間の軌跡  | ＃6 - YouTube                    |
| 7    | 7月9日                | ニジマス新メンバー・中村果蓮にウェルカムドッキリ                       | ＃7 - YouTube                    |
| 8    | 7月16日               | 新メンバー中村果蓮ちゃんと仲良くなろう! ニチョマス・ウキウキピクニック | ＃8 - YouTube                    |
| 9    | 7月23日               | 新メンバー中村果蓮ちゃんと仲良くなろう! ニチョマス・ウキウキピクニック | ＃9 - YouTube                    |
| 10   | 8月20日               | ニジマスに怒られたい 妄想・ニチョマス不良学園                          | ＃10 - YouTube                   |
| 11   | 8月27日               | ちんきゅんではなくピンをねらえ! ニチョマス仁義なきボウリング対決       | ＃11 - YouTube                   |
| 12   | 9月3日                | ちんきゅんではなくピンをねらえ! ニチョマス仁義なきボウリング対決       | ＃12 - YouTube                   |